# Vernon Subutex, 2
Pour les articles homonymes, voir Vernon Subutex (homonymie).
Vernon Subutex, 2 est le deuxième tome – d'une série de trois – du cycle éponyme écrit par Virginie Despentes durant la période 2014-2017. Il est paru le 9 juin 2015 aux éditions Grasset, six mois après la parution du premier tome ; le troisième tome est publié en mai 2017.

## Résumé
Vernon Subutex est toujours dans la rue et s'est réfugié sur la butte Bergeyre. Ses anciens amis se sentent coupables de ne pas l'avoir mieux accueilli chez eux, tandis que d'autres cherchent à récupérer les enregistrements d'Alex Bleach. Ils le retrouvent finalement et le font venir dans un bar des Buttes-Chaumont, le Rosa-Bonheur. Il refuse toutefois de sortir de la rue et s'installe dans un coin de la Petite Ceinture avec des clochards, tout en retrouvant chaque jour ses amis dans le parc ou dans le bar où il reprend ses activités de disc-jockey. La Hyène a retrouvé les enregistrements chez Émilie mais, au lieu de les remettre au producteur Dopalet qui les lui avait demandés, elle les montre à l'ensemble de la bande.
Une communauté s'organise peu à peu dans les Buttes-Chaumont autour de Subutex, pourtant presque muet et malgré son comportement erratique. Certains se réconcilient, comme Loïc et Xavier qu'il a violemment frappé, et des liaisons se forment. Dopalet, lui, est agressé chez lui en raison de son attitude à l'égard de Vodka Satana par la fille de celle-ci, Aïcha, et Céleste, la tatoueuse. Finalement, après l'enterrement de Loïc, tué dans le métro par ses anciens camarades militants d'extrême-droite, la bande quitte Paris et commence à organiser des soirées secrètes dans plusieurs lieux de France.

## Réception du roman
La critique littéraire note l'aspect « plus politique » du deuxième volume de la série et son « acuité [...sur] la réalité contemporaine ».

## Éditions
- Éditions Grasset, 2015  (ISBN 978-2-246-85736-5).
- Le Livre de poche, 2016, 408 p.,  (ISBN 978-2-253-08767-0).